# Белкон Тарандо
Белкон Тарандо (фр. Bellecombe-Tarendol) насеље је и општина у источној Француској у региону Рона-Алпи, у департману Дром која припада префектури Нион.
По подацима из 2011. године у општини је живело 95 становника, а густина насељености је износила 7,05 становника/km². Општина се простире на површини од 13,48 km². Налази се на средњој надморској висини од 659 метара (максималној 1.312 m, а минималној 474 m).

## Демографија
| 1962. | 1968. | 1975. | 1982. | 1990. | 1999. | 2011. |
| ----- | ----- | ----- | ----- | ----- | ----- | ----- |
| 96    | 97    | 81    | 86    | 85    | 75    | 95    |

График промене броја становника у току последњих година